# Czarne Słońce: Zmierzch
Czarne Słońce: Zmierzch – minialbum studyjny poznańskiej grupy hip-hopowej WSRH. Wydawnictwo ukazało się 13 października 2017 i stanowi trzecią część trylogii „Czarne Słońce”.

## Lista utworów
1. „Zmierzch” (produkcja: Young Veteran$)
2. „Most królowej” (produkcja: Bent; DJ Flip)
3. „Pięść” (produkcja: Lenzy)
4. „Wuwuwu” (produkcja: Mikser; scratche: DJ Soina)
5. „Wszystkiego najlepszego” (produkcja i scratche: The Returners)
6. „Smog” (gościnnie: Jongmen; produkcja i scratche: DJ Creon)

## Twórcy albumu
- Słoń – rap, teksty
- Shellerini – rap, teksty
- Bartosz Napieralski - miksowanie, mastering, nagrania

## Listy sprzedaży
| Lista | Kraj   | Pozycja |
| ----- | ------ | ------- |
| OLiS  | Polska | 4       |